# Juay
Juay è un comune (corregimiento) della Repubblica di Panama situato nel distretto di San Félix, provincia di Chiriquí. Si estende su una superficie di 33,2 km² e conta una popolazione di 654 abitanti (censimento 2010).